# Paraje natural de interés nacional de la Albera
El paraje natural de interés nacional de La Albera es un monumento natural español situado al nordeste de la provincia de Gerona, en la Sierra de la Albera, y comprendiendo parte de los términos municipales de La Junquera, Espolla y Rabós.
La Sierra de la Albera es el nombre que recibe el tramo oriental de los Pirineos, desde el puerto de el Pertús hasta el mar mediterráneo. Separa los llanos del Alto Ampurdán y del Rossellón, y forma la actual línea fronteriza franco-española. Tiene 25 quilómetros de longitud y sus principales cumbres son la del Puig Neulós (1257 m), el Puig dels Pradets (1167 m), el Puig dels Quatre Termes (1156 m) y el Pico de Sallfor (992 m).
Está constituido por dos sectores bien diferenciados: el occidental, de Requesens-Baussitges y el oriental de San Quirico de Colera-Balmeta, separados por el área del Coll de Banyuls. El sector San Quirico de Colera-Balmeta está vertebrado alrededor del Monasterio de San Quirico de Colera, elemento simbólico del arte románico catalán. Constituye una unidad ecológica y paisajística de gran calidad donde puede observarse la transición entre las especies propias del Pirineo y las típicamente mediterráneas, en una zona dominada por las rocas metamórficas de los Pirineos (pizarra y esquisto).

## Declaración de Paraje Natural de Interés Nacional
La necesidad de proteger los ecosistemas de la sierra de la Albera se encuentra ya en un plan territorial elaborado por la Generalidad de Cataluña el 1931. No obstante, no fue sino hasta el 1986 cuando el Parlamento de Cataluña declaró el Paraje natural sobre determinados terrenos de la vertiente sur de la sierra, al norte del Alto Ampurdán mediante la Ley 3/1986 de 10 de marzo. 
La superficie protegida suma 4207 hectáreas. El Paraje Natural comprende dentro de su perímetro dos reservas naturales parciales. La primera, en la cabecera del río Orlina, con una superficie de 395 ha, tiene por finalidad la protección de los hayedos y robledales que hay entre el puerto del coll dels Emigrants y el pico de Sallafort, las más orientales de la ladera sur de los Pirineos. La segunda, entre el valle de San Quirico y la cabecera de la riera de la Valleta, con 580 hectáreas, tiene por finalidad la protección del a fauna herpetológica, concretamente la  tortuga mediterránea. Fue ampliada el 1987 con 680 hectáreas exteriores en el perímetro del Paraje Natural, en su límite suroeste. En la ladera norte de la sierra, en territorio de administración francesa, es territorio protegido la Reserva Natural de la Forêt de la Massane, entre el pico de els Quatre Termes y el Pico de Sallafort.
El Consejo del Patrimonio Histórico ha seleccionado la candidatura de la Vertiente Mediterránea de los Pirineos, que incluye el paisaje cultural y natural del macizo de la Albera, como a candidato a ser declarado Patrimonio de la Humanidad por la UNESCO.

## Patrimonio natural

### Flora
El sector Requesens-Baussitges presenta les zonas más húmedas y elevadas, con una cobertura de masa forestal de cerca del 100 % del territorio y con una vegetación extraordinariamente variada con alcornocales, encinares, castaños, robledales, hayedos y prados alpinos en las cumbres. El área de Requesens comprende la cabecera del río Anyet con una espléndida vegetación de ribera con fresnos, sauces y alisos. El área de Baussitges incluye el valle alto del río Orlina donde persisten las poblaciones de hayas más orientales de la península ibérica.
El sector San Quirico de Colera-Balmeta constituye una zona de características plenamente mediterráneas, secularmente castigada por incendios forestales. La vegetación está dominada por alcornocales y matorrales.

### Fauna
En este espacio natural subsisten las últimas poblaciones de tortugas mediterráneas de la península ibérica. Destaca la gran variedad de otras especies de la fauna herpetológica (anfibios y reptiles): ranas, serpientes, lagartos...
Se han detectado más de 200 especies de pájaros. En cuanto a los peces, existen poblaciones de truchas comunes y barbos de montaña. La diversidad de mamíferos en el paraje y su zona de influencia es notable, contabilizándose 44 especies diferentes, lo que supone casi el 75% del total de mamíferos de Cataluña.
Entre los mamíferos, existe la raza autóctona de la vaca de la Albera endémica de la zona y en estado semisalvaje, de la que solo quedan 400 ejemplares en el mundo.